# Związek Maklerów i Doradców
Związek Maklerów i Doradców (ZMID) – stowarzyszenie zrzeszające osoby posiadające państwowe licencje maklera papierów wartościowych i doradcy inwestycyjnego, powstałe w roku 1991 w Warszawie; od 2014 r. prezesem ZMID jest Paweł Cymcyk.
Związek działa na podstawie ustawy o stowarzyszeniach oraz posiada umocowanie w Ustawie o nadzorze nad rynkiem kapitałowym. Funkcjonuje od samych początków istnienia rynku kapitałowego w Polsce. Stanowi reprezentatywną organizację dla maklerów papierów wartościowych i doradców inwestycyjnych. Od roku 1999 organizuje liczne kursy i szkolenia, które pozwalają zdobywać wiedzę o rynkach kapitałowych oraz przygotowują do egzaminów na Maklera Papierów Wartościowych i Doradcę Inwestycyjnego.
Współpracuje z Sejmem RP (prace w komisjach sejmowych), agendami rządowymi (Ministerstwo Finansów, Ministerstwo Skarbu Państwa, Komisja Nadzoru Finansowego) oraz instytucjami działającymi na rynku kapitałowym (Giełda Papierów Wartościowych, Krajowy Depozyt Papierów Wartościowych czy Izbą Domów Maklerskich).

## Cele
Podstawowe cele i zadania zgodne ze statutem:
- ochrona interesów Członków Związku;
- kształtowanie zwyczajów obrotu papierami wartościowymi i zasad etyki zawodowej maklerów i doradców;
- podnoszenie kwalifikacji zawodowych Członków Związku;
- działalność edukacyjna w zakresie funkcjonowania rynku kapitałowego.

## Kursy i szkolenia
Od 1999 prowadzi szkolenia maklerskie, doradcze i analityczne przygotowujące do egzaminów licencyjnych (polskich i zagranicznych) oraz poszerzające wiedzę o rynkach finansowych. Związek oferuje m.in. szkolenia na Maklera Papierów Wartościowych, Doradcę Inwestycyjnego czy kursy przygotowujące do egzaminu CFA (Chartered Financial Analyst).

## Członkowie
Na listach maklerów i doradców prowadzonych przez KNF znajduje się ok. 3000 maklerów papierów wartościowych (inf. z 2015 roku) w tym ponad 1100 osób uprawnionych do wykonywania czynności doradztwa inwestycyjnego, a także 347 maklerów giełd towarowych oraz około 500 doradców inwestycyjnych. Do Związku należy ponad 1500 maklerów i doradców.

## Dzień Maklera i Doradcy
Tradycyjna impreza integracyjna skupiająca maklerów i doradców, która doczekała się już 17 edycji. Od 2014 r. przybrała nową formę – połączona z Igrzyskami Maklerów i Doradców, na których odbywają się zawody sportowe dla członków ZMID i ich rodzin.